# 쥘리앙 드 메디시스느무르 공작
줄리아노 디 로렌초 데 메디치(Giuliano di Lorenzo de' Medici, 1479년 3월 12일 ~ 1516년 3월 17일)는 이탈리아의 귀족으로, 로렌초 데 메디치(1449-1492)의 셋째아들이다. 착하고 겸손하며 관대하고 인정이 있는 성격에 태도가 유화적이었고 폭력에 반대했으며 문학과 예술을 좋아한데다 조예도 깊었다. 군사적인 역량도 겸비했다고 한다. 레오나르도 다 빈치와 라파엘로 등을 후원한 르네상스의 후원자이기도 했다.
파치가의 음모 사건(1478) 직후에 태어났는데 그의 아버지 로렌초가 지난 음모 사건으로 살해당한 자신의 동생 이름을 지어주었다. 1515년 프랑스 국왕 프랑수아 1세에 의해 느무르 공작이 되었다. 1513년부터는 피렌체을 통치하였다. 그의 둘째 형인 조반니는 루터의 종교개혁(1517년)을 촉발시킨 레오 10세 교황이다.
미대 입시생들이 데생용 모델로 애용하는 줄리앙 석고상의 실제 주인공임에도 불구하고 많은 이들이 동명이인에 숙부 줄리아노 디 피에로 데 메디치(1453-1478)를 주인공으로 착각하고 있기도 하다.

## 어린 시절
줄리아노 데 메디치는 피렌체 태생으로 아버지는 ‘위대한 로렌초’라고 불리었던 로렌초 데 메디치(1449~92)이다. 부친은 막후정치를 통해 실권을 행사하며 피렌체 공화국을 실질적으로 통치하였고 파치가 음모사건(1478) 이후 벌어진 교황 동맹군과의 전쟁에서 풍전등화의 위험속에 처한 피렌체를 외교담판을 통해 구해낸 피렌체의 국민영웅이다. 어머니는 클라리체 오르시니이며 장성한 여섯 남매중에 막내로 태어났다.
남자 형제는 모두 3명이었는데, 아버지 로렌초가 아들 삼형제에 대해 평가하기를 장남 피에로는 멍청하고 차남 조반니는 영리하고 막내 줄리아노는 착하다고 한적이 있다. 큰형 피에로 2세 데 메디치는 매우 건강하고 각종 스포츠에 능한 평범한 청년이었는데 그런 평범함이 아버지 로렌초의 입장에서 볼때 자신의 사후에 피렌체를 이끌어나갈 지도자로서의 자질이 부족해보여서 실망하며 했던 이야기인듯 하다.
둘째 형 조반니는 뚱뚱하며 시력이 안 좋았으나 어려서부터 총명하였다. 부친 로렌초 데 메디치의 노력 끝에 조반니는 13세 때 추기경이 되었다. 줄리아노는 준수한 용모의 소유자로 착하고 겸손하였기 때문에 피렌체 시민들로에게 인기가 많았다.

## 망명 생활
1494년 프랑스 샤를 8세가 피렌체를 침공하자 피렌체의 통치자(그란 마에스트로)였던 피에르 2세(1471-1503)가 제대로 싸우지도 않고 비굴하게 항복하였다. 굴욕적인 항복에 성난 피란체 시민들이 폭동을 일으켰고 폭도들은 메디치 궁을 약탈하였다. 피렌체 정부는 메디치 가문을 피렌체에서 영구 추방하며 피에로에게는 4,000플로린, 조반니에게는 2,000플로린의 현상금을 걸었다. 당시 15살이던 줄리아노는 우선 가족들과 함께 베네치아로 도주한 후 유럽 곳곳을 돌아다니며 망명 생활을 하였다.
망명 초반기에 우르비노 공작 귀도발도의 도움을 받기도 했는데 이때 우르비노 공작부부는 줄리아노를 매우 좋아했다고 한다. 망명생활을 하는 동안 큰 도량과 군사적 역량이 있음을 입증하기도 했다. 불행히도 큰형 피에로는 1503년 전사하고 말았다. 프랑스 편에 가담하여 스페인 군과 치러진 가릴리아노 전투에서 패배 후 가에타로 후퇴하던 중 가릴리아노강에서 익사하였다. 무거운 대포를 싣고 가던 배가 그 무게를 이기지 못하고 뒤집히는 바람에 발생한 사고였다. 메디치 가문의 망명 생활은 1512년까지 18년 동안 이어졌다.

## 메디치 가문의 복귀

### 캉브레 동맹 전쟁

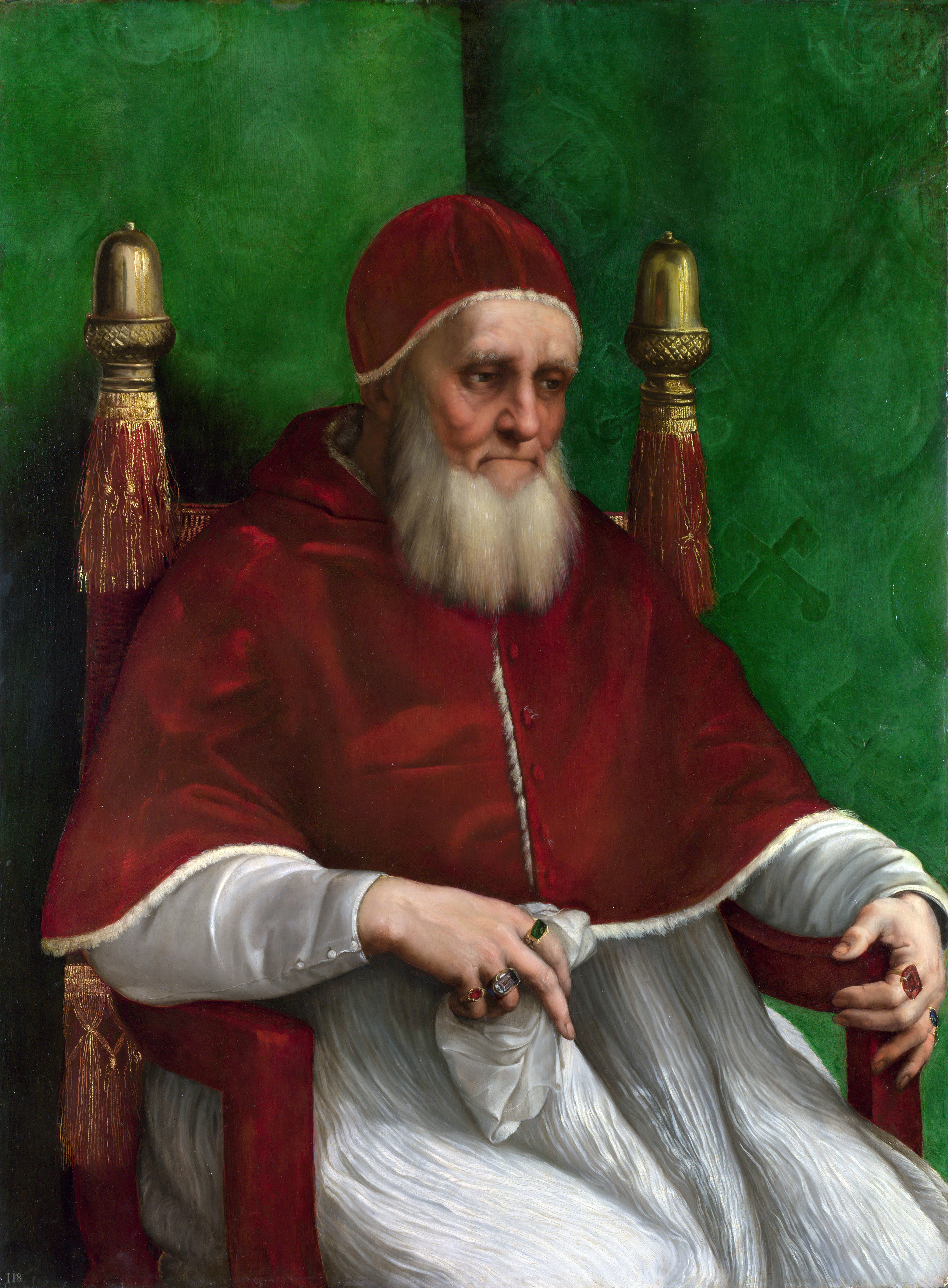
교황 율리오 2세

1508년 교황 율리오 2세(216대 1503~13)는 베네치아의 세력 확장을 저지하기 위하여 캉브레 동맹을 결성하고 베네치아를 상대로 전쟁을 벌였다. 베네치아를 약화하는 데는 성공하였으나 밀라노를 점령하고 있던 동맹국 프랑스의 힘이 비대해졌다. 이를 경계한 교황은 1510년 베네치아와 역동맹을 맺은 후 프랑스 세력을 이탈리아에서 몰아내고자 하였다. 프랑스에 대해 성무정지를 명령한 후 프랑스의 동맹인 페라라와 프랑스가 점령하고 있던 밀라노를 공격하였다.
이에 대해 프랑스가 거세게 반발하며 트루에서 시노드(교회지역회의)를 개최하여 교황폐위를 안건으로하는 피사 공의회 개최 소집을 선포했다. 교황은 당시 피사를 통치하고 있던 피렌체에 피사 공의회 개최 금지를 명했다. 캉브레 동맹 전쟁 내내 중립을 유지하던 피렌체는 입장이 난처했으나 1511년 5월에 프랑스가 볼로냐를 정복하며 전쟁이 프랑스에게 유리하게 흐르자 마지못해 프랑스 루이 12세가 요청한 피사 공의회 개최를 수용했다. 피사 공의회는 같은해 10월에 개최되었으며 이 공의회에서는 교황 율리오 2세의 성무 정지가 결정되었다. 이에 대해 교황은 격노했고 피렌체에 대한 응징을 다짐했다.

### 프라토 약탈
전세를 역전시키며 프랑스 세력을 이탈리아에서 몰아내는 데 성공한 교황은 1512년 8월 29일, 피렌체에 대한 복수를 감행했다. 스페인군과 교황령군으로 구성된 연합군을 파병하여 피렌체 공화국 내의 도시 프라토(Prato)를 점령하고 초토화 시켜버렸다. 마키아벨리가 주도하여 만든 국민 민병대가 수비를 했으나 숫적으로 우세함에도 불구하고 노련한 스페인 용병 부대를 감당하기에는 역부족이었다. 프라토는 수도 피렌체에서 16km 떨어진 가까운 도시로, 스페인군은 이곳을 정복한 후 무려 21일동안 잔인하게 약탈을 자행하며 공포감을 조성하였다. 그런 후에 피렌체 정부에 항복할 것을 겁박했고 이에 공화정 수뇌부가 사퇴 후 망명을 떠나고 말았다.

### 피렌체 입성
1512년 9월, 교황 율리오 2세(216대 1503~13)의 명을 받은 조반니 데 메디치 추기경은 교황령군 1,500명을 이끌고 수도 피렌체에 입성한후 피렌체의 통치권을 접수하였다. 이처럼 조반니 추기경은 마치 점령군 사령관이나 개선 장군처럼 당당한 모습이었으나 줄리아노는 수염을 깨끗이 깎은 후 수수한 평상복 차림을 하고 홀로 피렌체 시내로 들어왔다. 이로써 메디치 가문은 추방된 지 18년만에 교황 율리오 2세의 도움을 받아 피렌체에 복귀하게 되었다.
이듬해 1513년에 율리오 2세 교황이 사망하자 줄리아노의 형인 조반니 추기경이 교황(레오 10세)으로 선출되어 로마로 떠나자 형의 뒤를 이어 줄리아노가 피렌체을 통치하였다. 원칙적으로는 피에로 2세 데 메디치의 아들인 로렌초 2세가 맡아야 하지만 피렌체 시민에게 인기가 많았던 줄리아노가 민심 수습에 적격이라고 판단한 조반니는 동생인 줄리아노를 통치자로 세웠다.

### 로마 이주

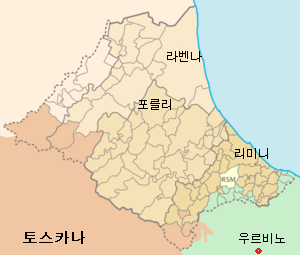
로마냐 와 우르비노 지도

1513년 후반기에 밀라노 생활을 청산한 레오나르도 다빈치가 피렌체로 귀국하자 줄리아노는 그의 후원자가 되었다. 같은해 10월에 줄리아노가 교황군 총사령관으로 임명되어 교황청으로 소환되자 다빈치도 줄리아노와 함께 거처를 로마로 옮겼다. 로마로 이주한 다빈치는 메디치가의 별장에서 거주하며 여러 사업을 진행하였고 줄리아노는 지속적으로 다빈치를 후원하였다.
줄리아노의 로마 생활은 그리 편치만은 않았다. 그의 형 레오 10세는 가문의 지위를 높이기 위해 줄리아노를 파르마, 피아첸차, 모데나 영주로 만들었으나 정작 줄리아노는 이런 감투를 싫어했기 때문이다. 또한 교황 레오 10세는 명목상으로만 교황령에 속해있던 이탈리아 중부의 파르마, 피아첸차, 페라라, 우르비노를 실제 장악하여 이 지역을 아우르는 로마냐 공국을 세운후 자신의 출신 가문인 메디치 가문이 통치하도록 하는 야심을 갖고 있었다. 이를 실현하기 위해서는 먼저 우르비노 공작을 폐위시키고 그 자리에 줄리아노를 임명하려했다. 줄리아노는 이를 완강히 거부했는데, 과거 망명시절에 우르비노 공작은 메디치 가문에 도움을 많이 주었었기 때문이었다.

## 결혼과 사망

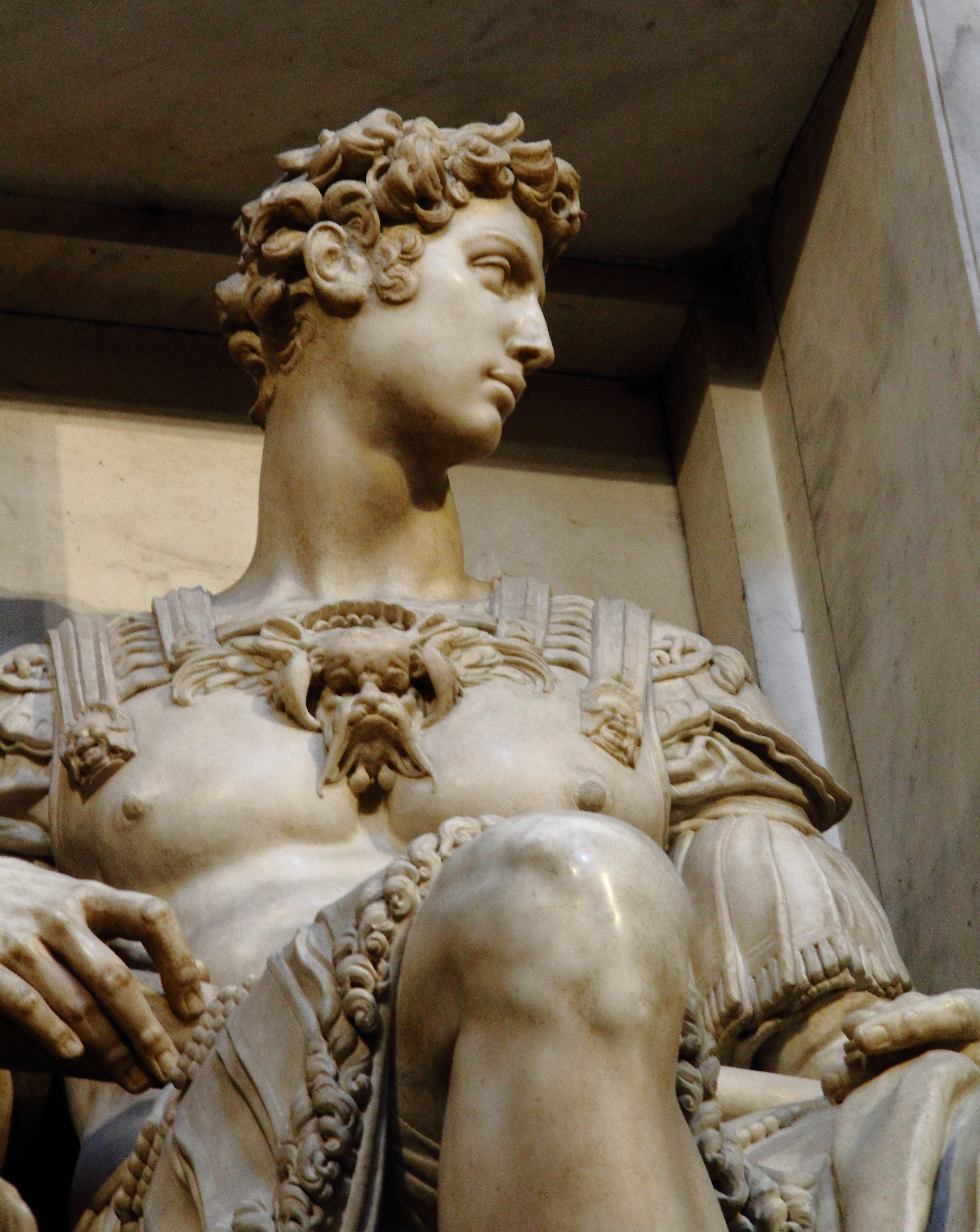
줄리아노 데 메디치 (1479-1516)

1515년 2월 22일, 사보이아 공작 필리포 2세의 딸 필리베르타와 결혼했다. 결혼식은 프랑스 궁전에서 치러졌다. 교황 레오 10세가 추진하여 성사시킨 결혼이었다. 로마냐 공국을 세우기 위해서는 캉브레 동맹 전쟁의 종전과 함께 프랑스등 외부 세력이 이탈리아를 간섭하는 일을 배제시켜야 했는데, 프랑스 왕실과 정략결혼을 통해 프랑스를 자신의 편으로 끌어들이고자 했다.
1515년 초 줄리아노는 교황의 대표 자격으로 프랑스의 새로운 국왕 프랑수아 1세의 즉위를 축하하기 위해 프랑스로 갔다. 줄리아노를 만난 프랑수아 1세는 그에 대해 매우 만족스러워 했으며 흔쾌히 자신의 작은 이모와의 결혼에 동의하였다. 필리베르타의 언니 사보이의 루이사는 프랑수아 1세의 어머니였는데, 프랑수아 1세는 이모부가 된 줄리아노에게 느무르 공작의 작위를 주었다.
1516년 37세의 줄이아노는 갑작스럽게 죽음을 맞이하였다. 줄리아노가 사망한 후 피렌체의 통치권은 조카 로렌초 2세 데 메디치에게 승계되었다. 조카 로렌초 2세 데 메디치가 1519년에 사망한 후에는 줄리아노의 사촌형인 줄리오 추기경이 피렌체를 통치하였다.
줄리아노의 사망으로 후원자가 사라진 레오나르도 다빈치는 미련없이 로마를 떠나 프랑스로 이주하였다. 프랑스 국왕 프랑수아 1세의 초청을 받아들인 것이었다. 로마를 떠나기로 결심한 또 다른 이유중 하나는 자신에 대한 유언비어가 퍼지며 교황이 해부학 연구 금지를 명하였는데 이로 인해 교황과의 사이가 소원해진 탓도 있었다.

## 자녀
본 부인과 사이에는 자녀가 없고 정부 파치피카 브란다노 사이에서 태어난 사생아 이폴리토 데 메디치(1511 ~ 1535)가 있다. 이폴리토가 5살일 때 (1516년) 줄리아노가 사망하자 그의 삼촌인 교황 레오 10세와 줄리오(훗날 교황 클레멘스 7세)가 그를 양육하였다. 1523년에 5촌 백부인 줄리오 데 메디치가 교황 클레멘스 7세로서 선출되면서, 이폴리토는 그를 대신해 피렌체를 통치했다. 그러나 12살로 너무 어렸기 때문에 실제로는 교황이 파견한 특사(추기경)들이 통치를 하였다. 피렌체 공성전(1529–1530) 이후, 클레멘스 7세는 그의 재종손자(再從孫子) 알레산드로를 세습 공작으로 만들어 피렌체를 통치하게 하였다. 그 대신 이폴리토는 초대 아비뇽 대주교로 임명하였다.

## 석고상 줄리앙
피렌체 산 로렌초 성당의 메디치 예배당과 연결되어 있는 신 성구실에는 줄리아노의 무덤이 있다. 신 성구실은 미켈란젤로가 만들었으며 줄리아노 석관은 줄리아노의 조각상과 함께 밤과 낮이라고 명명된 작품으로 장식되어 있다. 이 신 성구실에는 동명이인의 삼촌 줄리아노 디 피에로 데 메디치(생몰 1453~1478)의 무덤도 함께 있는데, 이 때문에 그의 무덤은 종종 삼촌의 무덤으로 오인되기도 한다.
이런 문제가 발생한 이유는 석고상 줄리앙과 실제 주인공 느무르 공작 줄리아노의 초상화 속의 얼굴은 많이 다르기 때문이다. 미켈란젤로가 조각작업을 할 때 의도적으로 당대와 역사속 여러 유명인들의 얼굴이나 특징을 뒤섞어 놓았을뿐만 아니라 3개나 되는 석묘의 주인을 명확히 밝혀놓치 않았다. 무덤의 주인을 쉽게 알 수 없게 하여 메디치 가문의 정적들에 의해 무덤이 파헤쳐지고 도굴되는 일을 막기 위한 조치였다.
현재에는 이러한 혼란이 더 이상 존재할 수 없다. 이는 이탈리아 정부의 조사에 의해 석묘의 주인들이 정확히 밝혀진후 신성구실내에 있는 모든 석묘 앞에는 이탈리어와 영어로 무덤의 주인에 대해 안내문이 붙어 있기 때문이다. 1875년 이탈리아 정부의 허락하에 '일 펜시에로소'로 알려진 석묘가 개봉되어 무덤의 주인은 로렌초 2세(1492~1519)라는 사실이 밝혀진바가 있다.
또한 1895년 10월에 위대한 로렌초와 숙부 줄리아노가 합장되어 있는 석묘도 개봉되었다. 이때 숙부 줄리아노(생몰 1453~1478)의 두개골 정수리에 난 큰 칼자국이 발견되면서 1478년에 있었던 '파치 음모 사건'때 암살당해 즉사한 이유가 밝혀졌다. 아울러 이 두차례의 작업으로 석묘의 주인에 대해 정확히 밝혀졌다. 현재에는 위대한 로렌초와 줄리아노(생몰 1453~1478)의 석묘 정면에 'LORENZO IL MAGNIFICO' , 'GIVLIANO DEI MEDICI'라고 새겨져있기도 하다. 